# 常備灯
常備灯（じょうびとう）とは、宿泊施設や住宅等に固着されている懐中電灯のことで、常備灯と固定する台座と懐中電灯で構成されている。

## 概要
常備灯は、火災・地震等の災害の際に、安全に退避するために設置されている懐中電灯のことで、ホテルや旅館などの宿泊施設では多くの場合、台座から懐中電灯を引き抜くとライトが点灯する仕組みになっている。これは、盗まれないようにするためである。一方で家庭用の常備灯は盗まれる心配は無くスイッチがあったほうが使いやすいのでスイッチの付きの製品を発売しているメーカーもある。懐中電灯や土台部分に、非常灯と書かれている場合があるが、非常灯は建築基準法で定められている電灯のことであり正しくない。